# Svenska mästerskapen i längdskidåkning 1929
Svenska mästerskapen i längdskidåkning 1929 arrangerades i Hudiksvall.

## Medaljörer, resultat

### Herrar
| Gren             | Guld                                                  | Guld                                                  | Guld           | Silver                                               | Silver                                               | Silver         | Brons                                               | Brons                                               | Brons   |
| 15 km            | Inga tävlingar                                        | Inga tävlingar                                        | Inga tävlingar | Inga tävlingar                                       | Inga tävlingar                                       | Inga tävlingar | Inga tävlingar                                      | Inga tävlingar                                      |         |
| 30 km            | Ivan Lindgren                                         | Lycksele IF                                           | 2:29:52        | John Lindgren                                        | Lycksele IF                                          | 2:30:21        | Gustav Jonsson                                      | Husums IF                                           | 2:31:41 |
| 50 km            | Per-Erik Hedlund                                      | Särna SK                                              |                | Ivan Lindgren                                        | Lycksele IF                                          |                | Anton Stenberg                                      | Vindelns IF                                         |         |
| Lagtävling 15 km | Inga tävlingar                                        | Inga tävlingar                                        | Inga tävlingar | Inga tävlingar                                       | Inga tävlingar                                       | Inga tävlingar | Inga tävlingar                                      | Inga tävlingar                                      |         |
| Lagtävling 30 km | Lycksele IF (Ivan Lindgren, John Lindgren, H. Moritz) | Lycksele IF (Ivan Lindgren, John Lindgren, H. Moritz) |                | Husums IF (Gustav Jonsson, N. Nordgren, E. Sjöström) | Husums IF (Gustav Jonsson, N. Nordgren, E. Sjöström) |                | Granö IF (H. Magnusson, O. Magnusson, J. Johansson) | Granö IF (H. Magnusson, O. Magnusson, J. Johansson) |         |
| Lagtävling 50 km | Vindelns IF                                           | Vindelns IF                                           |                |                                                      |                                                      |                |                                                     |                                                     |         |

### Damer
| Gren             | Guld            | Guld         | Guld | Silver          | Silver       | Silver | Brons         | Brons        | Brons |
| 10 km            | Elin Henriksson | IFK Mora     |      | Hilda Söderberg | Gällivare BK |        | Astrid Bylund | Selångers SK |       |
| Lagtävling 10 km | Selångers SK    | Selångers SK |      |                 |              |        |               |              |       |

### Webbkällor
- Svenska Skidförbundet